# باول واتسون
باول واتسون (بالإنجليزية: Paul Watson)‏ (4 يناير 1975 بهيستينغز في المملكة المتحدة - ) هو لاعب كرة قدم بريطاني في مركز الظهير. لعب مع برايتون أند هوف ألبيون وروشدين ودايموندز وكوفنتري سيتي ونادي برينتفورد ونادي غيلينغهام ونادي فولهام ونادي كرولي تاون ونادي وكينغ وبوغنور ريجيس تاون وRye United F.C. ‏.

## وصلات خارجية
- باول واتسون على موقع قاعدة بيانات كرة القدم.إي يو (الإنجليزية)
- باول واتسون على موقع Soccerbase.com (لاعب) (الإنجليزية)